# Belgisch kampioenschap JKA karate scholieren dames
Het Belgisch kampioenschap JKA Karate wordt jaarlijks in België georganiseerd door de Belgian Amateur Karate Federation (BAKF). Het kampioenschap wordt gehouden in de disciplines kata en kumite. Tijdens dit kampioenschap nemen de 8 best geplaatste karateka's van het Vlaams kampioenschap JKA Karate het op tegen de 8 best geplaatste karateka's van JKA francophone de Belgique. De beste karateka die bij de eerste 4 eindigt voor zowel kata als kumite krijgt de titel van algemeen kampioen. 

## Erelijst

#### Scholieren meisjes kumite
| Jaar | Plaats      | · Kampioen          | · Zilver               | · Brons            | · Brons                |
| ---- | ----------- | ------------------- | ---------------------- | ------------------ | ---------------------- |
| 2024 | Eigenbrakel | Tao Berto           | Dounya Mansour         | Marthe Messiaen    | Lola Rigo              |
| 2023 | Eigenbrakel | Jolie Wille         | Tao Berto              | Fien Cornelis      | Lucie Hahnel           |
| 2022 | Eigenbrakel | Elke Driessens      | Laura De Keyser        | Fien Cornelis      | Marie Tuytschaever     |
| 2021 | Geannuleerd |                     |                        |                    |                        |
| 2020 | Geannuleerd |                     |                        |                    |                        |
| 2019 | Eigenbrakel | Rhode Robbens       | Manon Hocq             | Raoni Ghysels      | Adeline Adrovic        |
| 2018 | Eigenbrakel | Sarah Ongena        | Rhune Vernou           | Noura Gheziel      | Justine De Kyvere      |
| 2017 | Eigenbrakel | Charline Bouzet     | Thalia Van Den Bossche | Justine De Kyvere  | Gaëlle De Cuyper       |
| 2016 | Eigenbrakel | Rani De Saedeleer   | Gaelle De Cuyper       | Ophélie Mulolo     | Thalia Van Den Bossche |
| 2015 | Eigenbrakel |                     |                        |                    |                        |
| 2014 | Eigenbrakel | Supanida Verfaillie | Sara Akdim             | Noussaiba Lazrak   | Naomi Mestdagh         |
| 2013 | Eigenbrakel | Iris Caudron        | Sara Akdim             | Noemi Osselaer     | Florence Gregoire      |
| 2012 | Eigenbrakel | Florence Gregoire   | Laura Keunebrock       | Elyne Jacob        | Noemi Osselaer         |
| 2011 | Eigenbrakel | Evelyn Naessens     | Celeste Wyffels        | Morgane Closterman | Kawtar Rhouma          |
| 2010 | Kortrijk    | Jihad El Masaoudi   | Evelien De Clercq      | Shauni De Wilde    | Morgane Closterman     |

#### Scholieren meisjes kata
| Jaar | Plaats      | · Kampioen         | · Zilver               | · Brons            | 4de plaats         |
| ---- | ----------- | ------------------ | ---------------------- | ------------------ | ------------------ |
| 2024 | Eigenbrakel | Morena Dimaira     | Norah Hahnel           | Cylaine Goffin     | Lucie Hahnel       |
| 2023 | Eigenbrakel | Morena Dimaira     | Jolie Wille            | Lhamo Namgyal Pema | Lola Rigo          |
| 2022 | Eigenbrakel | Fien Cornelis      | Lhamo Nangyal Pema     | Elke Driessens     | Laura Desmedt      |
| 2021 | Geannuleerd |                    |                        |                    |                    |
| 2020 | Geannuleerd |                    |                        |                    |                    |
| 2019 | Eigenbrakel | Maeve Michel       | Almudena Meergaard     | Rhode Robbens      | Leonie De Smedt    |
| 2018 | Eigenbrakel | Justine De Kyvere  | Manon Hocq             | Sarah Ongena       | Leonie Desmedt     |
| 2017 | Eigenbrakel | Justine De Kyvere  | Thalia Van Den Bossche | Gaëlle De Cuyper   | Marie Guarnerie    |
| 2016 | Eigenbrakel | Laura Bostoen      | Elisa Swaenepoel       | Salma El Boubsi    | Gaelle De Cuyper   |
| 2015 | Eigenbrakel |                    |                        |                    |                    |
| 2014 | Eigenbrakel | Jessica Licausi    | Supanida Verfaillie    | Lien Kindt         | Sara Akdim         |
| 2013 | Eigenbrakel | Lauren Bogaert     | Florence Gregoire      | Jessica Licausi    | Hocq Alison        |
| 2012 | Eigenbrakel | Florence Gregoire  | Mayté Chambaere        | Astrid Martens     | Valérie Beckers    |
| 2011 | Eigenbrakel | Morgane Closterman | Evelyn Naessens        | Stefanie Devriese  | Gwendolyne Vandyck |
| 2010 | Kortrijk    | Eloise Bodart      | Stefanie Devriese      | Morgane Closterman | Shauni Quinteyn    |

### Algemeen kampioen JKA Karate
| Jaar | Plaats      | Algemeen kampioen   |
| ---- | ----------- | ------------------- |
| 2024 | Eigenbrakel |                     |
| 2023 | Eigenbrakel | Jolie Wille         |
| 2022 | Eigenbrakel | Fien Cornelis       |
| 2021 | Geannuleerd |                     |
| 2020 | Geannuleerd |                     |
| 2019 | Eigenbrakel | Rhode Robbens       |
| 2018 | Eigenbrakel | Justine De Kyvere   |
| 2017 | Eigenbrakel | Justine De Kyvere   |
| 2016 | Eigenbrakel |                     |
| 2015 | Eigenbrakel |                     |
| 2014 | Eigenbrakel | Supanida Verfaillie |
| 2013 | Eigenbrakel |                     |
| 2012 | Eigenbrakel | Florence Gregoire   |
| 2011 | Eigenbrakel | Evelyn Naessens     |
| 2010 | Kortrijk    |                     |